# Военно-морские силы Эстонии
Военно-морские силы Эстонии (эст. Eesti Merevägi) — один из трёх видов Вооружённых сил Эстонии.
Они несут ответственность за защиту территориальных вод Эстонии. В кризисной ситуации флот должен быть готов защитить подступы к Эстонии с моря, акватории портов, морские коммуникации и сотрудничать с другими родами войск видов вооружённых сил. Командующим ВМС ВС Эстонии на 2013 год является капитан Стен Сеппер. По состоянию на 2011 год, численность ВМC Эстонии составляла около 300 человек.

## История

### Создание ВМС Эстонии
Первые формирования ВМС Эстонии — Отдел ВМС штаба вооружённых сил Эстонии и батальон ВМС, были образованы 28 февраля 1918 года и прекратили свою деятельность в связи с начавшейся в том же месяце оккупацией Эстонии германской армией, продолжавшейся до ноября 1918 года.
В ноябре 1918 года Союз обороны Эстонии (эст. Kaitseliit — «Ка́йтселийт»), состоявший из добровольцев, начал организацию защиты морских границ молодой республики. Командующим ВМС был назначен Йохан Питка, начальником штаба — Герман Зальца. Командование занялось приёмом в эксплуатацию портов и другого берегового имущества.
13 ноября 1918 года в состав от Германского флота был получен первый сторожевой корабль, получивший название «Лайне» (эст. Laine — «Волна», бывший Лаутербах). Первым боевым кораблём эстонского флота стала канонерская лодка с мощным артиллерийским вооружением «Лембит» (эст. «Lembit»), бывшая российская канлодка «Бобр», переименованная в честь эстонского старейшины Лембиту, возглавившего в 1211 году борьбу племён эстов против вторгшегося на эстонские земли немецкого Братства воинов Христа (Ордена меченосцев). 23 декабря 1918 года «Лембит» под командованием мичмана Яана Клаара был готов к выходу в море.
В конце декабря 1918 года эскадренные миноносцы Советского Балтийского флота «Спартак» и «Автроил» были захвачены английскими кораблями неподалёку от Ревеля. Их доставили в Таллин и передали Эстонии. Под именами «Леннук» и «Вамбола» они вошли в состав флота Эстонии и прослужили в эстонском флоте несколько лет, после чего были проданы Перу.
31 января 1919 года из кораблей Чудского озера, отбитых у белогвардейцев и приведенных в ходовое состояние, был образован дивизион, командиром которого стал мичман Александр Вунк.

### ВМС Эстонии в войне за независимость 1918—1920 годов
В период Освободительной войны основные силы эстонского флота состояли из эскадренных миноносцев «Леннук» (бывший «Автроил») и «Вамбола» (бывший «Капитан 1 ранга Миклухо-Маклай», в Красном флоте «Спартак»), захваченных английскими кораблями и переданных Эстонии, а также из небольшого количества мобилизованных в 1914—1919 годах судов и катеров как на Балтике, так и на Чудском озере, использовавшихся в качестве канонерских лодок, тральщиков, минных заградителей и тому подобное.
С помощью этих судов капитан Йохан Питка осуществил несколько десантов в тыл Красной Армии, самым удачным и крупным из которых была высадка десанта в районе деревни Удрия, и последовавший за этим бой с превосходящими силами РККА, имевший место 17—19 января 1919 года, целью которого являлись поддержка движения сухопутных войск в направлении Нарвы и захват городов Гунгербург и Нарва. Десант выступил из Кунда 17 января, в нём участвовали шесть кораблей ВМС Эстонии во главе с эскадренным миноносцем «Леннук». Десантное подразделение образовали десантный батальон (примерно 400 бойцов) и 1-й отряд финских добровольцев (примерно 600 человек). У противника были в этом районе подразделения 6-й и 10-й стрелковой дивизии, всего около 1500 человек. Десант высадился в Удрии двумя группами: 17 января с 13:30 до 18:40 часов до 250 бойцов, и остальные 17 января поздно вечером с 23 часов до 11 часов утра 18 января. В результате десанта Удрия были захвачены 18 января в 11 часов город Гунгербург (ныне Нарва-Йыэсуу) и 19 января к 9 часам утра город Нарва.

### Эстонские ВМС в 1920—1940 годах
После продажи эскадренных миноносцев Перу в 1933 году, в мае 1935 года по заказу эстонского правительства английская фирма «Виккерс-Армстронг» начала строительство на верфи в городе Барроу-ин-Фёрнесс (англ. Barrow-in-Furness) (графство Камбрия) двух современных подводных лодок типа «Калев» — «Лембит» и «Калев». 7 июля 1936 года обе лодки были спущены на воду и, после прибытия в Таллин, составили дивизион подводных минных заградителей.
В 1938 году в Таллине был заложен сторожевой корабль, водоизмещением 500 тонн, спущен на воду в 1939 году, и введен в строй в 1940 году под наименованием «Пиккер» (эст. Pikker; с 1961 года — «Московский университет») .  

### Боевой состав на момент присоединения Эстонии к Союзу ССР, в 1940 году
Боевой состав ВМС ВС Эстонии на момент присоединения Эстонии к Союзу ССР в 1940 году:
| Тип                                          | Бортовой номер  | Наименование    | В составе флота       | Судьба |                 |
| Подводные лодки                              | Подводные лодки | Подводные лодки | Подводные лодки       | Подводные лодки | Подводные лодки |
| -------------------------------------------- | --------------- | --------------- | --------------------- | --- | --------------- |
| подводная лодка типа «Калев»                 | нет данных      | «Kalev»         | с 14 мая 1937 года    | вошла в состав ВМФ СССР погибла по неизвестной причине 1 ноября 1941 года |                 |
| подводная лодка типа «Калев»                 | нет данных      | «Lembit»        | с 14 мая 1937 года    | вошла в состав ВМФ СССР пережила войну, в настоящее время является музейным экспонатом |                 |
| Канонерские лодки                            |                 |                 |                       | |                 |
| нет данных                                   | нет данных      | «Laine»         | с 13 ноября 1918 года | бывшая SMS «Lauterbach» вошла в состав ВМФ СССР погибла на мине 2 декабря 1941 года в районе полуострова Ханко |                 |
| СКР, тип «Пиккер»                            | нет данных      | «Pikker»        | с 1939 года           | сторожевой корабль вошёл в состав ВМФ ВС Союза ССР, в 1940 году, как посыльное судно, наименован: с 1941 года «Киев», с 1942 года «Луга», с 1944 года «Ильмень», с 1948 года «Риони», с 1961 года «Московский университет». Участвовал в перебазировании флота из Таллина в Кронштадт. В 1948—1961 годах использовался на Чёрном море в качестве правительственной яхты и посыльного судна. С 1961 года исследовательское судно. Сдан на слом в 1978 году, предположительно разделан на металл.                                             |                 |
| Минные заградители                           |                 |                 |                       | |                 |
| колесный пароход-тральщик тип «Апостол Пётр» | нет данных      | «Ristna»        | с 1918 года           | бывший «Апостолъ Петръ». В 1918 году захвачены в Ревеле финскими войсками, переданы эстонцам. «Апостол Пётр» был переименован в «Ристна», работал как товарный пароход. С 1927 года — в эстонском флоте в качестве минного заградителя. С 13 августа 1940 года перешёл вместе с эстонским флотом в Краснознамённый Балтийский флот. С ноября 1941 года «Ристна» служил в качестве плавбазы, после 1945 года учебное судно. В 1957 году передан Ленинградскому обкому ВЛКСМ, в аренде киностудии «Ленфильм». Разобран на металл в 1958 году. |                 |
| колесный пароход-тральщик тип «Апостол Пётр» | нет данных      | «Suurop»        | с 1918 года           | бывший «Апостолъ Павелъ». В 1918 году захвачены в Ревеле финскими войсками, переданы эстонцам. «Апостол Павел» переименован в «Суроп», работал как товарный пароход. С 1927 года — в эстонском флоте в качестве минного заградителя. С 13 августа 1940 года перешёл вместе с эстонским флотом в Краснознамённый Балтийский флот. «Суроп» погиб 11 августа 1941 года от подрыва на немецкой или финской мине в Моонзунде. |                 |
| Минные тральщики                             |                 |                 |                       | |                 |
| нет данных                                   | нет данных      | «Keri»          | с 1918 года           | нет данных |                 |
| нет данных                                   | нет данных      | «Tral»          | с 1918 года           | нет данных |                 |
| нет данных                                   | нет данных      | «Vaindlo»       | с 1918 года           | нет данных |                 |
| Миноносцы                                    |                 |                 |                       | |                 |
| миноносец типа A II                          | нет данных      | «Sulev»         | с 1924 года           | бывший А 32 вошёл в состав ВМФ СССР, переквалифицирован в сторожевой корабль и переименован в «Аметист» пережил войну, разобран на металл |                 |

### Включение кораблей ВМС Эстонии в составВМФ СССРв 1940 году
Вследствие присоединения Эстонской Республики к СССР, 19 августа 1940 года на кораблях и судах ВМС Эстонии был поднят советский военно-морской флаг и они были включены в состав Балтийского флота ВМФ СССР. В связи с этим на кораблях произошло почти полное обновление экипажа. Новых членов экипажа обучали работе с незнакомой советским подводникам техникой оставшиеся моряки из эстонских экипажей.
В 1940 году органами НКВД было арестовано 43 офицера ВМФ Эстонии.
В начале 1941 года «Калев» вместе с «Лембитом» перебазировались в Либаву (Латвийская ССР), у остальных судов основные места базирования не изменились.

### Строительство и состояние ВМС Эстонии в период независимости после 1991 года
После восстановления независимости Эстонии в 1991 году были вновь сформированы Вооружённые силы Эстонии, включающие в себя военно-морские силы.
В течение 1992 и первой половины 1993 года Эстония получила 8 катеров из ФРГ и один корабль из Швеции.
1 июля 1993 года при Главном штабе Сил обороны Эстонии был создан морской отдел. На следующий год был создан Штаб ВМС Эстонии.
В июне 1994 года на службу в ВМФ Эстонии были направлены первые 15 военнослужащих, прошедших специальную подготовку в Таллинском пограничном училище.
В августе 1994 года корабли ВМФ России покинули Минную гавань в Таллине и ВМС Эстонии взяли под свой контроль находившуюся там ранее бывшую базу Балтийского флота.
В 1995 году Финляндия передала Эстонии пограничный корабль «Viima» (получивший новое название — «Maru»).
В середине 1990-х годов из Дании был получен сторожевой катер типа «Маген», получивший название А431 «Ahti».
В 1997 году США бесплатно передали Эстонии катер береговой охраны «Valvas».
В 1998 году Эстония, Латвия и Литва создали общую эскадру минных тральщиков «Балтрон», в задачи которой входят поиск и ликвидация морских мин, всё ещё оставшихся в Балтийском море со времён Второй мировой войны, увеличение безопасности территориальных вод и оказание помощи в обнаружении и ликвидации экологических повреждений в территориальных водах и экономических зонах Балтийских государств.
По состоянию на начало 1998 года, общая численность ВМС Эстонии составляла 160 чел., на вооружении находились два тральщика, три патрульных катера и два вспомогательных судна.
В середине 1999 года из Финляндии были получены два патрульных катера — «Ristna» и «Suurop»
По состоянию на начало 2000 года, общая численность ВМС Эстонии составляла 340 чел., на вооружении находились один патрульный корабль «Маген», два минно-тральных корабля типа «Фрауенлоб» («Калев» и «Олев»), два патрульных катера типа «Кондор», два патрульных катера «проект 1400» и три вспомогательных судна.
В 2003 году из ФРГ был бесплатно получен третий минно-тральный корабль типа «Фрауенлоб» («Ваиндло»)
Также, в 2003 году был открыт военно-учебный центр для подготовки кадров ВМС
По состоянию на 2006 год, численность ВМC Эстонии составляла 335 человек, в 2007—331 (включая 123 военнослужащих срочной службы).
В августе 2012 года в состав морского флота пограничных войск Эстонии вошло построенное в Финляндии новое многофункциональное экологическое судно «Kindral Kurvits» стоимостью 33 млн евро. Судно позволяет вести спасательные работы, очистку акватории от загрязнений даже в тяжелых погодных условиях, способно передвигаться в условиях химических катастроф.
Постройку финансировали Европейский фонд регионального развития (выделил 28 121 005 евро), и эстонское государство (вложившее 4 959 523 евро.

## Организационный состав
Организационно Военно-морские силы Эстонии включают:
Штаб ВМС (эст. Mereväe Staap)
 Базу ВМС (эст. Mereväebaas)
 Дивизион минных кораблей (эст. Miinilaevade Divisjon)
Водолазный и корабль обеспечения «Тасуя»
 Тральщик-искатель мин «Адмирал Ковэн»
 Тральщик-искатель мин «Сакала»
 Тральщик-искатель мин «Уганди»
 Группу водолазов-минёров (эст. EOD tuukrigrupp)

## Пункты базирования
- ВМБ Таллин (главная, штаб ВМС)

## Боевой состав

### Военно-морской флот
| Тип | Бортовой номер     | Наименование        | В составе флота       | Состояние            | Примечания                                                                              |
| Патрульные корабли                                                                                                  | Патрульные корабли | Патрульные корабли  | Патрульные корабли    | Патрульные корабли   | Патрульные корабли                                                                      |
| --- | ------------------ | ------------------- | --------------------- | -------------------- | --------------------------------------------------------------------------------------- |
| Многоцелевой патрульный корабль типа «Kindral Kurvits»                                                              | P101               | EML Kindral Kurvits | C 2012 года           | в строю              | До 2022 был в составе департамента полиции                                              |
| Многоцелевой патрульный корабль класса «Raju»                                                                       | P6732              | EML Raju            | C 2018 года           | в строю              | До 2022 был в составе департамента полиции                                              |
| Патрульный корабль типа «Pikker»                                                                                    | P103               | EML Pikker          | C 1995 года           | в строю              | До 2022 был в составе департамента полиции                                              |
| Патрульный корабль класса «Valve»                                                                                   | P112               | EML Valve           | !С 2008 года          | в строю              | !До 2022 был в составе департамента полиции                                             |
| Минные корабли |                    |                     |                       |                      |                                                                                         |
| тральщик-искатель мин типа Sandown                                                                                  | М313               | EML Admiral Cowan   | с 26 апреля 2007 года | в строю              | бывший HMS Sandown (M101)                                                               |
| тральщик-искатель мин типа Sandown                                                                                  | М314               | EML Sakala          | с 24 января 2008 года | в строю              | бывший HMS Inverness (M102)                                                             |
| тральщик-искатель мин типа Sandown                                                                                  | М315               | EML Ugandi          | с 22 января 2009 года | в строю              | бывший HMS Bridport (M105)                                                              |
| Корабли обеспечения                                                                                                 |                    |                     |                       |                      |                                                                                         |
| корабль управления и обеспечения типа Lindormen в ВМФ Эстонии переквалифицирован в водолазный и корабль обеспечения | А432               | EML Tasuja          | с 12 апреля 2006 года | списан 1 ноября 2016 | бывший KDM Lindormen (N43)                                                              |
| корабль управления и обеспечения типа Lindormen в ВМФ Эстонии переквалифицирован в водолазный и корабль обеспечения | А433               | EML Wambola         | с 1 ноября 2016 года  | в строю              | бывший KDM Lossen (N44)                                                                 |
| Подводные аппараты                                                                                                  |                    |                     |                       |                      |                                                                                         |
| Автономный подводный аппарат Remus 100                                                                              | нет данных         | нет данных          | с 2008 года           | в строю              | 2 аппарата. Куплены у американской фирмы Hydroid в 2008 году. Оснащены гидролокаторами. |
| Корабли береговой охраны                                                                                            |                    |                     |                       |                      |                                                                                         |
| патрульные катера                                                                                                   | P01                | «Roland»            | с 2021 года           | в строю              |                                                                                         |
| патрульные катера                                                                                                   | P02                | «Risto»             | с 2021 года           | в строю              |                                                                                         |

## Вооружение и военная техника

### Противокорабельные ракетные системы
| Изображение | Тип                  | Производство | Назначение                | Количество | Примечания                                                |
| ----------- | -------------------- | ------------ | ------------------------- | ---------- | --------------------------------------------------------- |
|             | Blue Spear (Gabriel) | Израиль      | Противокорабельная ракета |            | Поставлены в 2024 году. Будут установлены на автомобилях. |

## Галерея
- EML Admiral Pitka в Хельсинки (штабной корабль, списан 13 июня 2013)
- EML Admiral Cowan, 2010 год
- EML Tasuja
- EML Kindral Kurvits
- EML Raju

## Префикс кораблей и судов
Корабли и суда ВМФ Эстонии имеют префикс EML (эст. Eesti Mereväe Laev — Эстонский Военно-морской Корабль).
В военно-морских силах Эстонии введён стандарт, по которому корабль или судно имеют бортовой номер с латинской буквой в соответствии с классом корабля: M — Минный корабль, A — Вспомогательное судно (англ. Auxiliary — вспомогательный).

## Флаги кораблей и судов
| Флаг | Гюйс | Вымпел боевых кораблей |
| ---- | ---- | ---------------------- |
|      |      |                        |

### Флаги должностных лиц
| Президент Республики |
| -------------------- |
|                      |

| Министр обороны | Командующий военно-морскими силами | Командир дивизиона кораблей | Старший на рейде |
| --------------- | ---------------------------------- | --------------------------- | ---------------- |
|                 |                                    |                             |                  |

## Знаки различия

### Адмиралы и офицеры
| Категории               | Адмиралы | Адмиралы      | Адмиралы      | Адмиралы  | Старшие офицеры    | Старшие офицеры    | Старшие офицеры    | Младшие офицеры   | Младшие офицеры   | Младшие офицеры   | Младшие офицеры   |
| ----------------------- | -------- | ------------- | ------------- | --------- | ------------------ | ------------------ | ------------------ | ----------------- | ----------------- | ----------------- | ----------------- |
|                         |          |               |               |           |                    |                    |                    |                   |                   |                   |                   |
| Эстонское звание        | Admiral  | Viitseadmiral | Kontradmiral  | Kommodoor | Mereväekapten      | Kaptenleitnant     | Kaptenmajor        | Vanemleitnant     | Leitnant          | Nooremleitnant    | Lipnik            |
| Перевод                 | Адмирал  | Вице-адмирал  | Контр-адмирал | Коммодор  | Капитан ВМС        | Капитан-лейтенант  | Капитан-майор      | Старший лейтенант | Лейтенант         | Младший лейтенант | Мичман            |
| Российское соответствие | Адмирал  | Вице-адмирал  | Контр-адмирал | нет       | Капитан 1-го ранга | Капитан 2-го ранга | Капитан 3-го ранга | Капитан-лейтенант | Старший лейтенант | Лейтенант         | Младший лейтенант |

### Подофицеры и матросы
| Категории               | Старшины            | Старшины          | Старшины                     | Старшины    | Старшины            | Сержанты         | Сержанты            | Сержанты            | Матросы        | Матросы |
| ----------------------- | ------------------- | ----------------- | ---------------------------- | ----------- | ------------------- | ---------------- | ------------------- | ------------------- | -------------- | ------- |
|                         |                     |                   |                              |             |                     |                  |                     |                     |                |         |
| Эстонское звание        | Ülemveebel          | Staabiveebel      | Vanemveebel                  | Veebel      | Nooremveebel        | Vanemmaat        | Maat                | Nooremmaat          | Vanemmadrus    | Madrus  |
| Перевод                 | Главный фельдфебель | Штабс-фельдфебель | Старший фельдфебель          | Фельдфебель | Младший фельдфебель | Старший мат      | Мат                 | Младший мат         | Старший матрос | Матрос  |
| Российское соответствие | Старший мичман      | Мичман            | Главный корабельный старшина | нет         | нет                 | Главный старшина | Старшина 1-й статьи | Старшина 2-й статьи | Старший матрос | Матрос  |

### Знаки на головные уборы
- На фуражку для адмиралов и офицеров
- На фуражку для унтерофицеров
- На бескозырку для матросов
- На полевую и зимнюю шапку

## Командующие
- 1918—1919 Йохан Питка
- 28.11.1919 — 1.03.1925 Йоханнес Херм
- 1925—1932 Герман Зальца
- 15.03.1932 — 01.11.1938 Валентин Мартин Гренц
- 1938-20.09.1939 Валев Мере (Мартсон Василий Алексеевич)
- 07.11.1939 — 1940 Йоханнес Сантпанк

### После 1991 года
- 1994—1998 Роланд Лейт
- Яан Капп
- Игорь Шведе
- 23.07.2012 — Стен Сеппер.

### Исторические корабли ВМФ Эстонии
| Тип                   | Бортовой номер  | Наименование    | В составе флота | Выведен из состава флота | Примечания      |
| Подводные лодки       | Подводные лодки | Подводные лодки | Подводные лодки | Подводные лодки          | Подводные лодки |
| --------------------- | --------------- | --------------- | --------------- | ------------------------ | --------------- |
|                       |                 |                 |                 |                          |                 |
| Эскадренные миноносцы |                 |                 |                 |                          |                 |
|                       |                 |                 |                 |                          |                 |
| Минные заградители    |                 |                 |                 |                          |                 |
|                       |                 |                 |                 |                          |                 |
| Минные тральщики      |                 |                 |                 |                          |                 |
|                       |                 |                 |                 |                          |                 |
| Сторожевые корабли    |                 |                 |                 |                          |                 |
|                       |                 |                 |                 |                          |                 |